# Nordische Skiweltmeisterschaften 1966
Die 26. Nordischen Skiweltmeisterschaften fanden vom 17. bis 27. Februar 1966 am Holmenkollen in Oslo statt. Die norwegische Hauptstadt war somit zum dritten Mal Ausrichter von Nordischen Skiweltmeisterschaften. Wie bei den letzten Weltmeisterschaften gab es sieben Wettbewerbe für die Männer und drei für die Frauen.

## WM-Vergabe
Die Vergabe für die Weltmeisterschaften erfolgte beim FIS-Kongress in Athen vom 20. bis 24. Mai 1963. Die norwegische Hauptstadt erhielt 45 Stimmen, Sapporo 23 und Garmisch-Partenkirchen acht. Es gab einen zusätzlichen Grundsatzbeschluss, wonach nordische Weltmeisterschaften nur mehr an Orte unter 1.500 m Seehöhe vergeben werden. Im konkreten Fall wurde auch für den Fall, dass Oslo mit der Durchführung der Olympischen Winterspiele 1968 betraut werden würde, als Alternative Sapporo vorgesehen.

## Prognosen
In einer Vorschau ging die Zeitung «Sport Zürich» (Nr. 20 vom 16. Februar 1966, ab Seite 4) davon aus, dass für die Mitteleuropäer nur Chancen am Bakken und in der Kombination bestehen würden. Der Verfasser des Artikels teilte mit, dass wie immer auch diesmal die skandinavischen Sportler vor solchen Großereignissen während ihrer Vorbereitungen kaum international auftraten. Lediglich der Schwede Bjarne Andersson sei auswärts in der Schweiz (Klosters und Le Brassus), angetreten.
Das Laufgelände in Oslo wurde als vielseitig beschrieben, wobei der Vorteil darin bestehe, dass als Grundlage die jeweils selbe Trasse diene, wobei allerdings die Aufstiege je nach Wettkampflänge unterschiedlich schwierig seien.
Im Skispringen wurde Veikko Kankkonen für beide Schanzen als der große Favorit genannt. Allerdings gab es die Meldung, dass der Finne sich am 15. Februar bei einem Trainingssturz einen Schlüsselbeinbruch zugezogen habe, worauf er nicht an den Start gehen könne. Die Norweger wurden hier nicht so stark eingeschätzt. Alleine Bjørn Wirkola wurden Spitzenleistungen zugetraut. Torgeir Brandtzæg könne keine Wettkämpfe mehr bestreiten, auch Lars Grini falle verletzungshalber aus und Toralf Engan sei erst kürzlich wieder in Form gekommen. Er habe den Standard früherer Jahre nicht mehr erreicht. Im Springen käme aus anderen Ländern noch Dieter Neuendorf (DDR) in Frage, jedoch niemand aus der Sowjetunion oder aus Polen.
Für die Nordische Kombination wurden dem Bundesdeutschen Franz Keller sehr gute Chancen eingeräumt.

## Eröffnungsfeier
Die Eröffnungsfeier fand am 16. Februar 1966 ab 17 Uhr mit 303 Sportlern aus 23 Ländern statt – König Olav V. führte die Eröffnung durch.

## Abschneiden der Nationen
Diese Weltmeisterschaften zeigten in den Resultaten bezüglich des Abschneidens der verschiedenen beteiligten Nationen eine gestiegene Vielschichtigkeit. Die Länder aus Skandinavien sowie die Sowjetunion gehörten weiterhin zu den stärksten, aber es kamen nun weitere Länder zu Medaillen, wie es in dieser Form zuvor noch nicht der Fall gewesen war. Insgesamt verteilten sich die Medaillen in Oslo auf neun verschiedene Nationen. Zu den oben genannten Ländern kamen die Schweiz, die Bundesrepublik Deutschland, die DDR, Italien und Japan hinzu.

## Herausragende Sportler
Bei den Männern ragten v. a. die beiden Norweger Gjermund Eggen mit drei Goldmedaillen im Langlauf und Bjørn Wirkola heraus, der als erster Sportler überhaupt (bei bisher allerdings erst den dritten Championats mit dem „Angebot“ der „Normalschanze“ und der „Großen Schanze“) Weltmeister auf beiden Schanzen wurde.
Bei den Frauen dominierten die beiden sowjetischen Langläuferinnen Klawdija Bojarskich und Alewtina Koltschina, die je zwei Gold- und eine Silbermedaille errangen.

## Legende
Kurze Übersicht zur Bedeutung der Symbolik – so üblicherweise auch in sonstigen Veröffentlichungen verwendet:
| DNF | Wettkampf nicht beendet (did not finish) |
| *   | gestürzt                                 |

## Medaillenspiegel
| Platz | Nation         | Gold | Silber | Bronze | Gesamt |
| ----- | -------------- | ---- | ------ | ------ | ------ |
| 01    | Norwegen       | 5    | 2      | 1      | 8      |
| 02    | Sowjetunion    | 3    | 2      | 1      | 6      |
| 03    | Finnland       | 1    | 3      | 2      | 6      |
| 04    | BR Deutschland | 1    | 1      | 1      | 3      |
| 05    | DDR            | 0    | 1      | 0      | 1      |
| 05    | Japan          | 0    | 1      | 0      | 1      |
| 07    | Schweden       | 0    | 0      | 3      | 3      |
| 08    | Italien        | 0    | 0      | 1      | 1      |
| 08    | Schweiz        | 0    | 0      | 1      | 1      |

| Platz | Sportler           | Gold | Silber | Bronze | Gesamt |
| ----- | ------------------ | ---- | ------ | ------ | ------ |
| 01    | Gjermund Eggen     | 3    | 0      | 0      | 3      |
| 02    | Bjørn Wirkola      | 2    | 0      | 0      | 2      |
| 03    | Eero Mäntyranta    | 1    | 1      | 1      | 3      |
| 04    | Ole Ellefsæter     | 1    | 1      | 0      | 2      |
| 05    | Odd Martinsen      | 1    | 0      | 1      | 2      |
| 06    | Georg Thoma        | 1    | 0      | 0      | 1      |
| 06    | Harald Grønningen  | 1    | 0      | 0      | 1      |
| 08    | Kalevi Laurila     | 0    | 2      | 0      | 2      |
| 09    | Dieter Neuendorf   | 0    | 1      | 0      | 1      |
| 09    | Franz Keller       | 0    | 1      | 0      | 1      |
| 09    | Takashi Fujisawa   | 0    | 1      | 0      | 1      |
| 09    | Arto Tiainen       | 0    | 1      | 0      | 1      |
| 09    | Kalevi Oikarainen  | 0    | 1      | 0      | 1      |
| 09    | Hannu Taipale      | 0    | 1      | 0      | 1      |
| 15    | Walter Demel       | 0    | 0      | 1      | 1      |
| 15    | Paavo Lukkariniemi | 0    | 0      | 1      | 1      |
| 15    | Alois Kälin        | 0    | 0      | 1      | 1      |
| 15    | Kjell Sjöberg      | 0    | 0      | 1      | 1      |
| 15    | Giulio Deflorian   | 0    | 0      | 1      | 1      |
| 15    | Franco Nones       | 0    | 0      | 1      | 1      |
| 15    | Gianfranco Stella  | 0    | 0      | 1      | 1      |
| 15    | Franco Manfroi     | 0    | 0      | 1      | 1      |

| Platz | Sportlerin          | Gold | Silber | Bronze | Gesamt |
| ----- | ------------------- | ---- | ------ | ------ | ------ |
| 01    | Klawdija Bojarskich | 2    | 1      | 0      | 3      |
| 01    | Alewtina Koltschina | 2    | 1      | 0      | 3      |
| 03    | Rita Atschkina      | 1    | 0      | 1      | 2      |
| 04    | Ingrid Wigernæs     | 0    | 1      | 0      | 1      |
| 04    | Inger Aufles        | 0    | 1      | 0      | 1      |
| 04    | Berit Mørdre        | 0    | 1      | 0      | 1      |
| 07    | Toini Gustafsson    | 0    | 2      | 0      | 2      |
| 08    | Barbro Martinsson   | 0    | 0      | 1      | 1      |
| 08    | Britt Strandberg    | 0    | 0      | 1      | 1      |

## Resultate Langlauf Männer

### 15 km
| Platz | Sportler             | Zeit [min] |
| ----- | -------------------- | ---------- |
| 1     | Gjermund Eggen       | 47:56,2    |
| 2     | Ole Ellefsæter       | 48:11,3    |
| 3     | Odd Martinsen        | 48:14,7    |
| 4     | Bjarne Andersson     | 48:22,8    |
| 5     | Kalevi Laurila       | 48:23,8    |
| 6     | Eero Mäntyranta      | 48:29,8    |
| 7     | Hannu Taipale        | 48:37,9    |
| 8     | Wjatscheslaw Wedenin | 48:51,2    |
| 9     | Walter Demel         | 48:51,9    |
| 10    | Ingvar Sandström     | 48:52,9    |
| …     | …                    | …          |
| 21    | Konrad Hischier      | 50:19,2    |
| 26    | Josef Haas           | 50:37,0    |
| 41    | Franz Kälin          | 52:20,0    |
| 47    | Andreas Janc         | 53:15,7    |
| 52    | Günther Rieger       | 54.42,3    |
| 55    | Hanspeter Kasper     | 54:50,0    |
| 56    | Heinrich Wallner     | 54:50,7    |

Weltmeister 1962:  Assar Rönnlund
Olympiasieger 1964:  Eero Mäntyranta
Datum: 20. Februar 1966

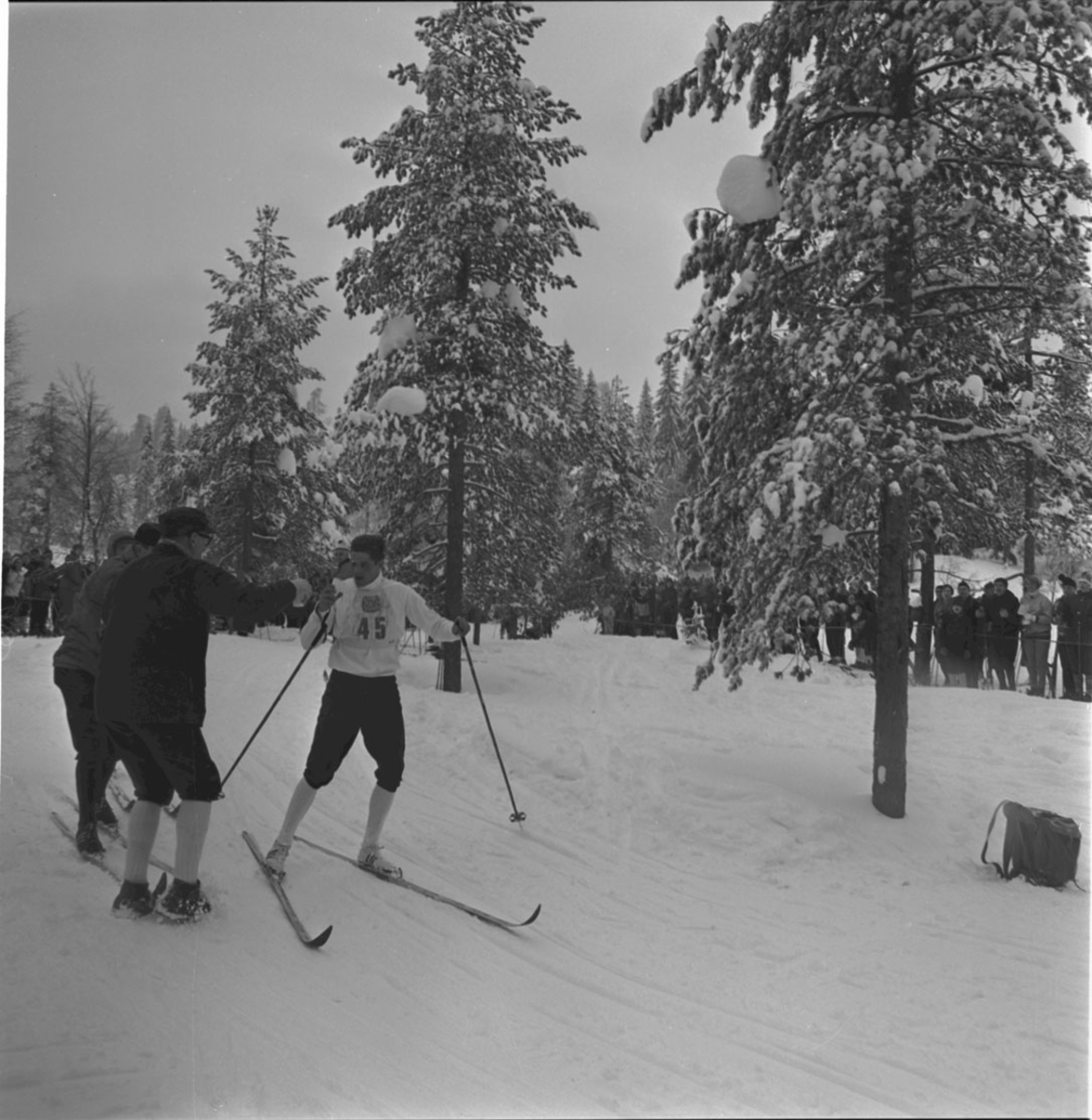
Der dreimalige Goldmedaillengewinner Gjermund Eggen während der Weltmeisterschaften

Start 11 Uhr – Den Norwegern gelang mit einem Dreifach-Sieg eine überraschende Revanche für ihr schwaches Abschneiden im 30-km-Rennen. Damit hatte kein Norweger gerechnet. Der Bundesdeutsche Walter Demel bewies erneut seine Klasse und wurde als bester Mitteleuropäer Neunter. Das Rennen fand bei starkem Schneefall und eisigem Wind vor 7.000 Besuchern statt. Nach fünf Kilometern lag der mit Nr. 24 ins Rennen gegangene Norweger Gjermund Eggen, der drei Tage zuvor im Wettkampf über dreißig Kilometer als Sechzehnter enttäuscht hatte, mit 2:02 min bzw. 2:04 min vor seinem Landsmann Odd Martinsen und dem Finnen Eero Mäntyranta. Nach zehn Kilometern zeichnete sich ein erbitterter Zweikampf zwischen Eggen und Martinsen ab, nur noch eine Sekunde trennte die beiden voneinander. Mäntyranta schon sieben Sekunden zurück. Demel hatte sich mit 35 s Rückstand auf Eggen in einem Zwischenspurt auf Rang acht vor den Italiener Gianfranco Stella und Wjatscheslaw Wedenin (URS) vorgekämpft. Auf den steilen Steigungen und schwierigen Abfahrten der letzten fünf Kilometer sicherten sich die Norweger das „Triple“. Mäntyranta wurde noch von dem Norweger Bjarne Andersen und dem Finnen Kalevi Laurila überholt. Ole Ellefsæter (NOR) – nach fünf und zehn Kilometern jeweils Fünfter – holte sich Silber. Bester Italiener wurde Gianfranco Stella auf Rang zwölf. Sein Landsmann Franco Nones kam auf Rang siebzehn. Als weiterer Bundesdeutscher wird auf Rang neunzehn Karl Buhl, Félix Mathieu als bester Franzose auf Rang 22, Bronislaw Gut als bester Pole auf Rang 25 geführt. DDR-Läufer Grimmer lief auf Platz 29 ins Ziel.
Bei den Schweizern hatte Denis Mast zugunsten Hanspeter Kasper verzichtet, „damit die jungen Athleten Erfahrungen sammeln sollten.“

### 30 km
| Platz | Sportler          | Zeit [h]  |
| ----- | ----------------- | --------- |
| 1     | Eero Mäntyranta   | 1:37:26,7 |
| 2     | Kalevi Laurila    | 1:38:11,3 |
| 3     | Walter Demel      | 1:38:11,6 |
| 4     | Ingvar Sandström  | 1:38:24,9 |
| 5     | Anatoli Akentjew  | 1:38:32,3 |
| 6     | Franco Nones      | 1:38:53,5 |
| 7     | Harald Grønningen | 1:38:53,8 |
| 8     | Lorns Skjemstad   | 1:38:54,5 |
| 9     | Anatolij Nasedkin | 1:38:59,2 |
| 10    | Bjarne Andersson  | 1:39:04,0 |
| …     | …                 | …         |
| 19    | Gerhard Grimmer   | 1:41:59,0 |
| 22    | Josef Haas        | 1:43:30,0 |
| 24    | Konrad Hischier   | 1:43:45,5 |
| 36    | Denis Mast        | 1:47:00,2 |
| 37    | Andreas Janc      | 1:47:49,2 |
| 43    | Franz Kälin       | 1:49:02.5 |
| 46    | Günther Rieger    | 1:49:45,1 |
| 48    | Heinrich Wallner  | 1:50:41,4 |

Weltmeister 1962:  Eero Mäntyranta
Olympiasieger 1964:  Eero Mäntyranta
Datum: 17. Februar 1966

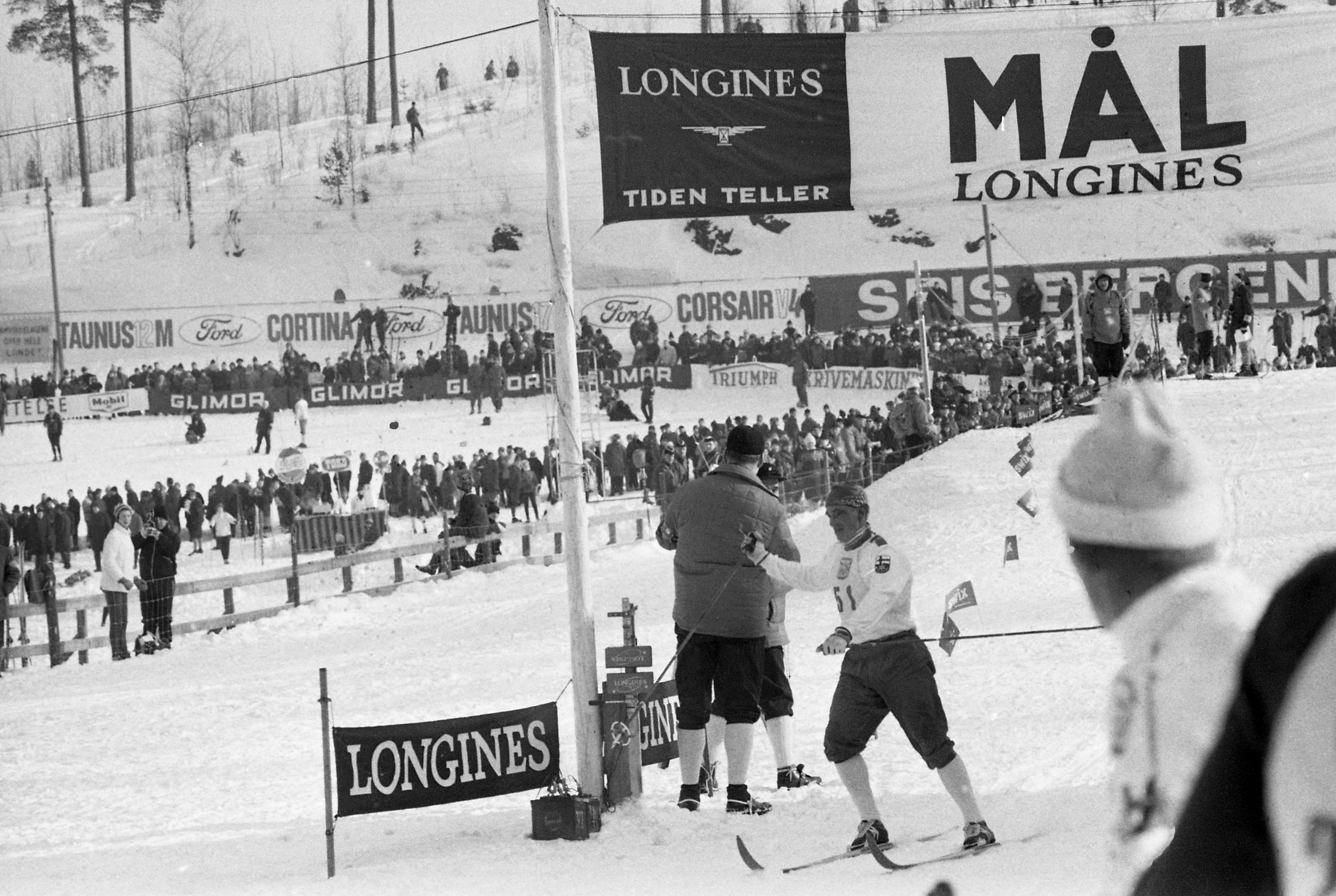
Zielankunft des Weltmeisters Eero Mäntyranta

Um 10 Uhr gab es im Nordwakawald als Auftakt der Weltmeisterschaften den 30-km-Langlauf. Vor 10.000 Zuschauern und bei −10 Grad Celsius gingen mit jeweils dreißig Sekunden Intervall 66 Läufer an den Start. 49 von ihnen wurden klassiert. Es hatte am Vorabend leicht geschneit, die Spur war wieder nachgezogen worden, schien aber doch etwas weicher zu sein als am Vortag.
Der finnische Titelverteidiger Eero Mäntyranta hatte Start-Nr. 51, Gjermund Eggen (NOR) als Mitfavorit die 63. Ein weiterer nach Mäntyranta startender hoch eingeschätzter Läufer war Anatoli Akentjew (URS) mit 66. Die Österreicher hatten die Startnummern 25 (Rieger), 35 (Wallner) und 61 (Janc).
Mäntyranta führte nach fünf Kilometern in 16:57 min vor Akentjew (17:07 min) und Eggen (17:08 min). Laurila lag nur eine weitere Sekunde zurück, Demel war Neunter (17:21 min). Andersson führte nach zehn Kilometern in 32:55 min vor Mäntyranta (32:59 min) und Akentjew (33:03 min). Laurila in 33:06 min war Fünfter, Demel (33:13 min) Sechster. Andersson konnte nur bis zwanzig km mithalten (Rang zwei in 1:03:30 h) hinter Mäntyranta (1:03:17 h). Laurila nahm Rang drei ein (1:03:37 h), Demel Rang zehn (1:04:30 h). Letztlich konnte Laurila gerade noch 0,3 s gegen Demel retten, der auf den letzten zehn Kilometern um 28 Sekunden schneller als Mäntyranta war. Für die Norweger und Schweden endete das Rennen mit einer Enttäuschung. Allerdings hatten Letztere auf ihre Asse Janne Stefansson und Assar Rönnlund wegen Erkrankung verzichten müssen. Die Italiener unterstrichen ihren guten Ruf (Rang sechs: Franco Nones).

### 50 km
| Platz | Sportler             | Zeit [h]  |
| ----- | -------------------- | --------- |
| 1     | Gjermund Eggen       | 3:03:04,7 |
| 2     | Arto Tiainen         | 3:03:15,1 |
| 3     | Eero Mäntyranta      | 3:03:54,3 |
| 4     | Ole Ellefsæter       | 3:04:46,8 |
| 5     | Hannu Taipale        | 3:05:20,3 |
| 6     | Wjatscheslaw Wedenin | 3:05:43,3 |
| 7     | Harald Grønningen    | 3:05:48,2 |
| 8     | Jan Halvarsson       | 3:09:08,6 |
| 9     | Gerhard Grimmer      | 3:09:43,8 |
| 10    | Konrad Hischier      | 3:09:59,6 |
| …     | …                    | …         |
| 14    | Giuseppe Steiner     | 3:11:05,4 |
| 15    | Josef Haas           | 3:17:39,5 |
| 17    | Philippe Baradel     | 3:19:42,8 |
| 18    | Mario Bacher         | 3:22:14,7 |
| 19    | Štefan Harvan        | 3:22:43,3 |
| 20    | Andreas Janc         | 3:24:57,0 |
| 21    | Livio Stuffer        | 3:25:33,8 |
| DNF   | Franz Kälin          |           |
| DNF   | Walter Demel         |           |

Weltmeister 1962:  Sixten Jernberg
Olympiasieger 1964:  Sixten Jernberg
Datum: 26. Februar 1966
Start 10 Uhr – Der Wettbewerb wurde auf einer schweren 25-km-Schleife durch den Winterwald der Nordmarka bei vorerst ziemlich heftigem Schneetreiben und unregelmäßigem Wind ausgeführt, wobei die Niederschläge auf den zweiten 25 km aufhörten und die Temperaturen von −2 auf +1 Grad Celsius anstiegen.
Ole Ellefsæter (NOR) war der schnellste Starter gewesen, er lag nach sechs Kilometern um zwei Sekunden vor Wjatscheslaw Wedenin (URS), doch bis mehr als vierzig km war dann Wedenin der große Dominator. Nach Kilometer 42 begann die letzte große Schwierigkeit der Loipe, eine fast fünf km lange steile Steigung, auf welcher der Sowjetläufer restlos wegbrach und vor dem Zieleinlauf gestützt werden musste. Offensichtlich hatte er nicht das ideale Wachs aufgetragen. Als Erster war Eero Mäntyranta (FIN) im Ziel, der die Start-Nr. 5 trug. Er wurde von seinem Landsmann Arto Tiainen unterboten, beide wirkten frisch. Aufgrund der Zwischenzeitmessung bei Kilometer 45 wusste man, dass nur mehr Gjermund Eggen eine Chance auf Gold hatte. Der Norweger hatte sich von Wedenins Effort und vom zweiminütigen Rückstand nicht beeindrucken lassen und vor allem die letzten fünfzehn km gut eingeteilt. Er war ein gar nicht besonders gezeichneter Sieger. Nach den ersten fünfzehn km lag Wedenin in 52:52 min vor Ellefsæter (53:15 min), Tiainen (53:45 min), Eggen (53:57 min) und Mäntyranta (54:02 min). Nach 25 km führte Wedenin in 1:28:23 h vor Tiainen (1:30:07 h), Ellefsæter (1:30:08 h), Hannu Taipale (FIN, 1:30,22 h), Mäntyranta (1:30:23 h) und Eggen (1:30:29 h). Die letzte große Richtmarke nach 35 km zeigte Wedenin in 2:05:51 h voran, gefolgt von Taipale (2:07:17 h), Tiainen (2:07:51 h), Mäntyranta (2:08:03 h) und Eggen (2:08:07 h).
Eggen erklärte hinterher, dass er von Wedenins Problemen wusste und auch informiert war, dass die Finnen nachgelassen hatten, sodass er die Chance auf die Bronzemedaille sah und sein Tempo steigerte.
Im Kampf um den besten Platz für einen Mitteleuropäer unterlag der Schweizer Konrad Hischier dem DDR-Läufer Gerhard Grimmer erst auf den letzten Kilometern. Zu jenen vierzehn Athleten, die aufgeben mussten, gehörten auch Kalevi Oikarainen (FIN) und Franco Nones (ITA). Wegen Erkrankung ging Denis Mast (SUI) nicht an den Start.

### 4 × 10 km Staffel
| Platz | Land           | Sportler                                                             | Zeit [h]  |
| ----- | -------------- | -------------------------------------------------------------------- | --------- |
| 1     | Norwegen       | Odd Martinsen Harald Grønningen Ole Ellefsæter Gjermund Eggen        | 2:14:27,9 |
| 2     | Finnland       | Kalevi Oikarainen Hannu Taipale Kalevi Laurila Eero Mäntyranta       | 2:15:40,0 |
| 3     | Italien        | Giulio Deflorian Franco Nones Gianfranco Stella Franco Manfroi       | 2:18:12,2 |
| 4     | Schweden       | Kjell Lidh Bjarne Andersson Karl-Åke Asph Ingvar Sandström           | 2:18:31,1 |
| 5     | Sowjetunion    | Iwan Utrobin Wjatscheslaw Wedenin Anatolij Nasedkin Anatoli Akentjew | 2:19:07,1 |
| 6     | Schweiz        | Konrad Hischier Josef Haas Denis Mast Alois Kälin                    | 2:21:03,6 |
| 7     | Polen          | Wawrzyniec Gasienica Bronislaw Gut Edward Budny Józef Rysula         | 2:22:25,1 |
| 8     | Frankreich     | Luc Colin Victor Arbez Philippe Baradel Félix Mathieu                | 2:23:06,6 |
| 9     | DDR            | Kurt Albrecht Gerhard Grimmer Helmut Weidlich Enno Röder             | 2:24:23,1 |
| 10    | BR Deutschland | Alfons Dorner Karl Buhl Johann Willmann Walter Demel                 | 2:24:50,7 |
| 11    | Japan          | Tokio Satō Kazuo Satō Hiroshi Ogawa Kohei Kamimura                   | 2:25:05,1 |
| 12    | Jugoslawien    | Cveto Pavčič Janko Kobentar Roman Seljak Mirko Bavče                 | 2:28:27,4 |
| 13    | USA            | Michael Elliott Larry Damon Robert Gray Mike Gallagher               | 2:29:02,2 |
| 14    | Kanada         | Donald McLeod Antero Rauhanen Nils Skulbru Arne Jensen               | 2:39:34,7 |

Weltmeister 1962:  Schweden (Lars Olsson, Sture Grahn, Sixten Jernberg, Assar Rönnlund)

Olympiasieger 1964:  Schweden (Karl-Åke Asph, Sixten Jernberg, Janne Stefansson, Assar Rönnlund)
Datum: 23. Februar 1966
Start 13.15 Uhr: 14 Mannschaften, Österreich stellte keine Staffel.
30.000 Zuseher sahen den ersten Sieg einer norwegischen Staffel bei Weltmeisterschaften seit 1937 in Chamonix. Die Norweger führten vom Start bis ins Ziel. Zwar lief Finnlands Laurila die schnellste Zeit aller Teilnehmer und konnte gegen den Norweger Ellefsæter 27 Sekunden aufholen, aber der Gesamtrückstand von 68 Sekunden war zu groß gewesen. Großartig schlug sich Italien, welches Titelverteidiger Schweden bezwang.
Es herrschte kaum beschreibbare Wettkampfstimmung. Die äußeren Bedingungen lauteten −3 Grad Celsius bei leichtem Nebel in den höheren Lagen.
Bei der ersten Übergabe führte Martinsen (NOR) in 33:46 min vor Olkarinen (FIN) 34:10 min, Deflorian (ITA) in 35:07 min, Hischier (SUI) in 35:08 min und Sato (JPN) in 35:28 min. Der Schwede Lindh, offensichtlich nicht in bester Form, hatte mit 35:42 min bereits einen Rückstand, der die zuletzt zweimal erfolgreichen Schweden (Zakopane 1962, Seefeld 1964) unrettbar ins Hintertreffen geraten ließ. Immerhin konnte Schwedens zweiter Läufer Andersson den sich verbissen wehrenden Schweizer Haas überholen. Grønningen baute derweil Norwegens Vorsprung aus, Wedenin brachte in 34:07 min die Sowjetunion etwas nach vorne. Der Stand bei Kilometer zwanzig hieß: Norwegen 1:07:05 h vor Finnland 1:08:13 h, Italien 1:09:26 h, Schweden 1:10:19 h, Schweiz 1:10.23 h und UdSSR 1:10:48 h.
Im dritten Abschnitt nahm der Finne Laurila in scharfem Tempo dem Norweger Ellefsæter Sekunde um Sekunde ab, insgesamt waren es 27. Laurilas Zeit lautete 33:46 min. So führte nun Norwegen in 1:41:16 h vor Finnland in 1:41:59 h, dahinter Italien (1:44:02 h), UdSSR (1:44:58 h) und Schweden (1:44:59 h). Der Finne Mäntyranta verlor auf der letzten Schleife wiederum Zeit, Manfroi (ITA) kämpfte für Italien verzweifelt um Bronze und konnte den Angriff des Schweden Sandström abwehren. Damit wurde Italien erstmals in einer Staffel bei Weltmeisterschaften oder Olympischen Winterspielen Dritter und bewies sich seit einschließlich 1954, als die Italiener Fünfte wurden, als beste mitteleuropäische Staffel.

## Resultate Langlauf Frauen

### 5 km
| Platz | Sportlerin          | Zeit [min] |
| ----- | ------------------- | ---------- |
| 1     | Alewtina Koltschina | 17:18,9    |
| 2     | Klawdija Bojarskich | 17:25,2    |
| 3     | Rita Atschkina      | 17:42,5    |
| 4     | Jewdokija Mekschilo | 17:47,3    |
| 5     | Krastana Stoewa     | 17:49,7    |
| 6     | Toini Gustafsson    | 17:58,1    |
| 7     | Barbro Martinsson   | 18:07,0    |
| 8     | Senja Pusula        | 18:14,7    |
| 9     | Nadeschda Wassilewa | 18:20,9    |
| 10    | Berit Mørdre        | 18:26,4    |

Weltmeisterin 1962:  Alewtina Koltschina
Olympiasiegerin 1964:  Klawdija Bojarskich
Datum: 23. Februar 1966
Teilnehmerzahl: 36 Läuferinnen aus 11 Ländern
Start 10 Uhr – Es gab zwar einen nicht unerwarteten Triumph der sowjetischen Läuferinnen, doch nicht die 10-km-Weltmeisterin Alewtina Koltschina gewann. Ihre neun Jahre ältere Mannschaftskollegin Klawdija Koltschina, die seit den Weltmeisterschaften 1962 keinen großen Sieg mehr errungen hatte, war um 6,3 Sekunden schneller. Die äußeren Bedingungen – starker Schneefall, heftiger Wind, −3 °C – schienen der dreifachen Ex-Weltmeisterin sehr gut zu behagen. Gegen Ende des Rennens gab es eine Wetterbesserung vor allem bezüglich der Sichtverhältnisse. Eine Überraschung war auch die Bulgarin Stoewa, die als Beste hinter den Sowjets noch vor den stärksten Läuferinnen aus Schweden und Finnland Fünfte wurde.

### 10 km

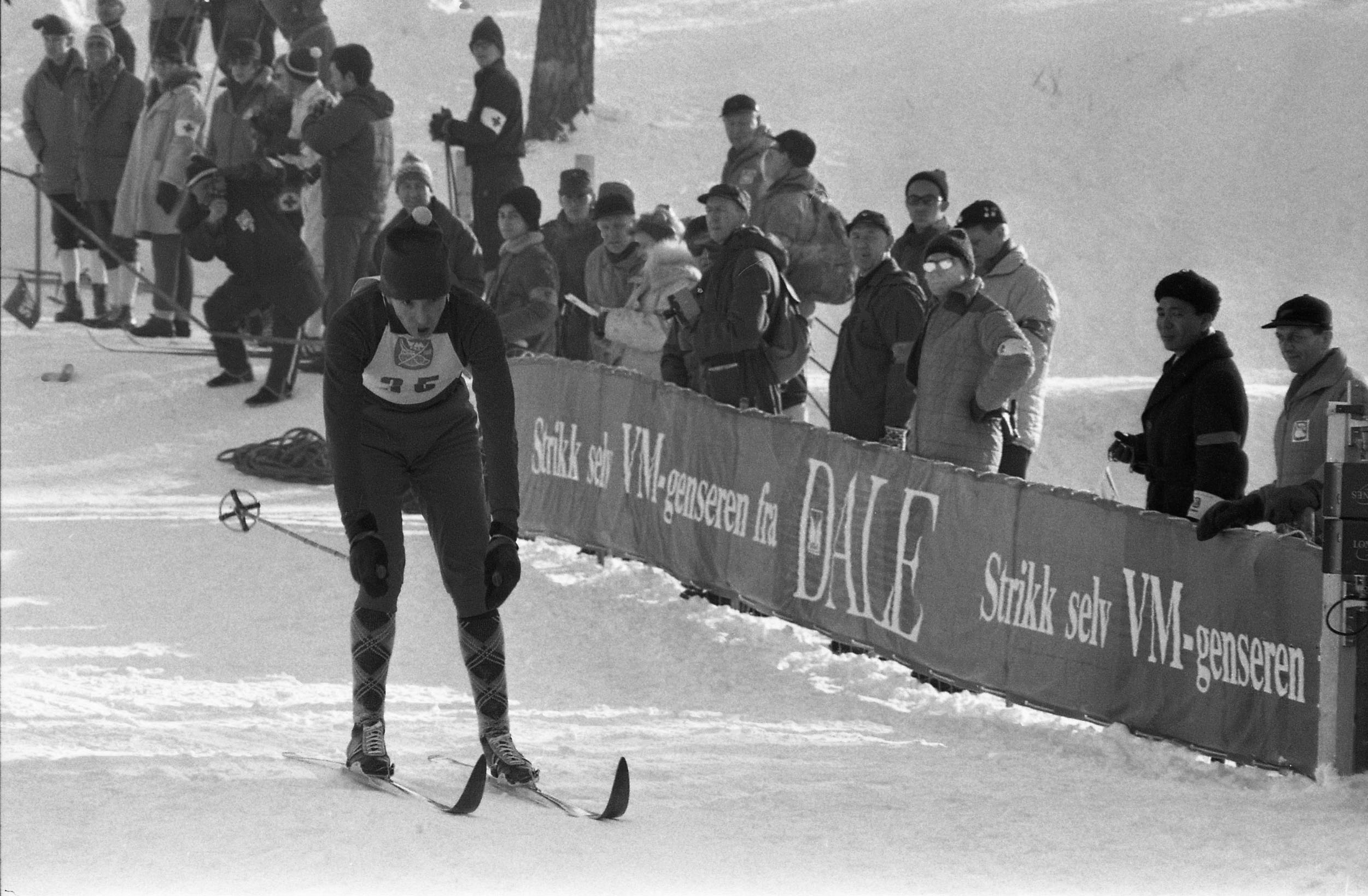
Weltmeisterin Klawdija Bojarskich

| Platz | Sportlerin          | Zeit [min] |
| ----- | ------------------- | ---------- |
| 1     | Klawdija Bojarskich | 36:25,5    |
| 2     | Alewtina Koltschina | 36:43,3    |
| 3     | Toini Gustafsson    | 37:21,4    |
| 4     | Jewdokija Mekschilo | 37:40,8    |
| 5     | Krastana Stoewa     | 38:01,2    |
| 6     | Barbro Martinsson   | 38:19,8    |
| 7     | Nadeschda Wassilewa | 38:25,3    |
| 8     | Rita Atschkina      | 38:34,9    |
| 9     | Toini Pöysti        | 38:50,6    |
| 10    | Senja Pusula        | 38:56,4    |

Weltmeisterin 1962:  Alewtina Koltschina
Olympiasiegerin 1964:  Klawdija Sergejewna Bojarskich
Datum: 19. Februar 1966
Start 10 Uhr – Die dreifache Olympiasiegerin von Innsbruck Klawdija Bojarskich siegte wie erwartet. Die Sowjetläuferinnen unterstrichen erneut ihre Überlegenheit im Langlauf. Die Schwedin Toini Gustafson verhinderte einen Dreifacherfolg der Sowjetunion. Bojarskich führte vom Start bis ins Ziel. Für die Finninnen war der Wettbewerb eine große Enttäuschung – Toini Pöysti wurde als Beste von ihnen Neunte. Finnland hatte in den Zeiten vor der sowjetischen Dominanz im Frauenskilanglauf diese Wettbewerbe beherrscht.

### 3 × 5 km Staffel
| Platz      | Land        | Sportler                                                | Zeit [min] |
| ---------- | ----------- | ------------------------------------------------------- | ---------- |
| 1          | Sowjetunion | Klawdija Bojarskich Rita Atschkina Alewtina Koltschina  | 56:04,2    |
| 2          | Norwegen    | Ingrid Wigernæs Inger Aufles Berit Mørdre               | 57:59,8    |
| 3          | Schweden    | Barbro Martinsson Britt Strandberg Toini Gustafsson     | 58:00,7    |
| 4          | DDR         | Gabriele Nobis Anna Unger Christine Nestler             | 58:00,7    |
| 5          | Finnland    | Toini Pöysti Eeva Ruoppa Senja Pusula                   | 59:20,3    |
| 6          | Bulgarien   | Krastana Stoewa Nadeschda Wassilewa Welitschka Pandewa  | 59:59,2    |
| 7 (letzte) | Polen       | Weronika Budny Stefania Biegun Józefa Czerniawska-Pęksa | 61.27,0    |

Weltmeisterinnen 1962:  Sowjetunion (Ljubow Baranowa, Marija Gussakowa, Alewtina Koltschina)

Olympiasiegerinnen 1964:  Sowjetunion (Alewtina Koltschina, Jewdokija Mekschilo (Karriere beendet), Klawdija Bojarskich)
Datum: 27. Februar 1966
Start 9 Uhr – Auch hier kam es zum erwarteten sowjetischen Erfolg, der zudem deutlich ausfiel. Die Norwegerinnen konnten im Finish noch die Schwedinnen abfangen. Überraschung war Rang vier für die DDR, die den enttäuschenden finnischen Läuferinnen diesen Platz wegschnappten.

## Resultate Skispringen Männer

### Normalschanze
| Platz | Sportler            | Weiten [m]  | Punkte |
| ----- | ------------------- | ----------- | ------ |
| 1     | Bjørn Wirkola       | 79.5 / 78.0 | 234,6  |
| 2     | Dieter Neuendorf    | 79.5 / 77.5 | 230,6  |
| 3     | Paavo Lukkariniemi  | 77.5 / 75.5 | 219,9  |
| 4     | Jiří Raška          | 76.0 / 73.5 | 215,3  |
| 5     | Veit Kührt          | 75.0 / 73.5 | 214,7  |
| 6     | Kjell Sjöberg       | 75.5 / 73.0 | 212,1  |
| 7     | Ryszard Witke       | 77.5 / 72.5 | 210,1  |
| 7     | Horst Queck         | 77.5 / 72.5 | 210,1  |
| 9     | Peter Lesser        | 75.5 / 75.5 | 212,1  |
| 10    | Alexander Iwannikow | 73,0 / 73,0 | 208,8  |
| 11    | Franz Keller        | 76,5 / 73,0 | 208,5  |
| …     | …                   | …           | …      |
| 16    | Takashi Fujisawa    | 73,5 / 71,0 | 204,8  |
| 17    | Yukio Kasaya        | 73,5 / 71,5 | 203,6  |
| 19    | Reinhold Bachler    | 73,5 / 72,0 | 203,4  |
| 21    | Max Golser          | 73,5 / 72,5 | 199,7  |
| 23    | Henrik Ohlmeyer     | 73,0 / 71,0 | 199,0  |
| 24    | Sepp Lichtenegger   | 71,5 / 71,0 | 198,6  |
| 26    | John Balfranz       | 71,5 / 69,5 | 196,2  |
| 26    | Wolfgang Happle     | 72,0 / 71,5 | 196,2  |
| 29    | Günther Göllner     | 71,5 / 71,0 | 195,6  |
| 30    | Giacomo Aimoni      | 73,0 / 68,5 | 195,5  |
| 34    | Josef Zehnder       | 70,5 / 69,5 | 190,6  |
| 38    | Baldur Preiml       | 70,5 / 70,0 | 188,4  |
| 57    | Richard Pfiffner    | 65,0 / 62,5 | 156,1  |

Weltmeister 1962:  Toralf Engan

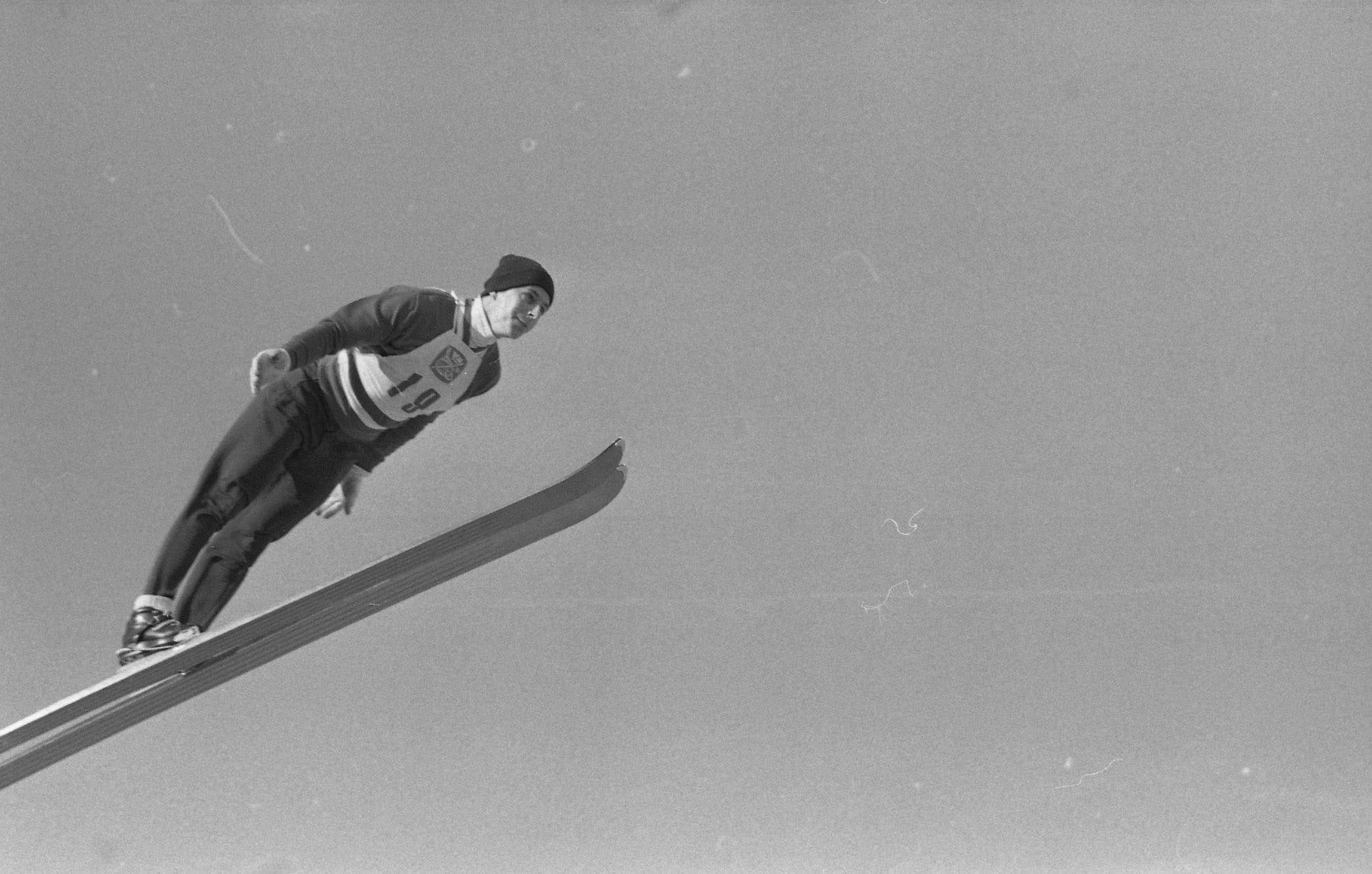
Bronzemedaillengewinner Paavo Lukkariniemi beim Sprung

Olympiasieger 1964:  Veikko Kankkonen (wegen Verletzung nicht am Start)
Datum: 19. Februar 1966
Der Wettbewerb wurde um 13.15 h gestartet.
Die Midststuen-Schanze war neu vermessen, der „kritische Punkt“ (KP) bei 70 m festgestellt worden. Somit lag die 60-Punkte-Marke bei 77 m, also 10 % des „KP“. Es waren 61 Springer am Start, von denen jeder noch vorher einen Probesprung ausführen durfte.
Die Konkurrenz lief bei −5 Grad Celsius und sonnigem Wetter im Beisein des norwegischen Königs Olav V. ab.
Toralf Engan (NOR) verpatzte den ersten Sprung und kam auf Endrang 34. Der Pole Przybyla, Dritter nach dem ersten Durchgang, hatte in Durchgang zwei einen schwachen Sprung (Endrang dreizehn). Auch Pech hatte der Sowjetspringer Pjotr Kowalenko, der im ersten Durchgang bei 77 m nach einem zunächst gestandenen Sprung noch zu Sturz kam und im zweiten Durchgang mit 79,5 m seine Weltklasse bewies (Endrang achtzehn). Die Wertungsrichter waren sich in seinem Fall nicht einig gewesen, denn sie zogen 14 – 12 – 6 – 10 – 6. Als bester bundesdeutscher Athlet kam Franz Keller auf Rang elf.
Der erste Durchgang verlief vor 15.000 Zuschauern unerklärlicherweise nicht gerade stimmungsvoll. Erst im zweiten Durchgang ging das Publikum mehr aus sich heraus. Die äußeren Bedingungen trugen wesentlich zum sehr guten Gesamteindruck bei. Die Leistungen waren im Vergleich zum allerdings auch witterungsbedingt benachteiligten Wettbewerb bei der Vierschanzentournee deutlich besser. Laut Expertenmeinung wurde das Niveau von den Olympischen Spielen 1964 in Seefeld mindestens erreicht.
Der Ablauf verlief in rascher Manier, schon nach jeweils dreißig Sekunden bekam ein nächster Konkurrent das Signal „Bahn frei“. Die Sprungrichter wurden bei diesem Tempo beim Ziehen ihrer Noten gefordert, doch dank ihrer Routine gelang dies recht sicher. Zudem hielt sich die Wettkampfleitung streng an die Bestimmungen und ordnete sofort, nachdem ein Athlet über den kritischen Punkt hinausgesprungen war, eine Anlaufverkürzung an. Danach konnten nur mehr die zwei Besten diese Marke erreichen, was für deren Klasse sprach.
Der Norweger Björn Wirkola und DDR-Springer Dieter Neuendorf lagen knapp beisammen und hatten sich deutlich gegenüber den übrigen Konkurrenten abgesetzt.
Das Gesamtresultat zeigt, dass unter den ersten Zehn nur drei Nordländer (nebst Wirkola noch der Finne Paavo Lukkariniemi und der Schwede Kjell Sjöberg) lagen, aber alle Springer der DDR – und außerdem Jiří Raška (ČSSR), der Pole Ryszard Witke und Alexander Iwannikow (URS). Finnland war der „große Verlierer“, es bekam den verletzungsbedingten Ausfall Veikko Kannkonens deutlich zu spüren, auch der junge Niemi war nach einer Gehirnerschütterung durch einen Trainingssturz nicht dabei – somit nahm Niilo Halonen (Olympiasilber 1960) als bester Finne Rang vierzehn ein.
Die Startnummern der Österreicher waren: Preiml mit Nr. 10, Sepp Lichtenegger Nr. 20, Reinhold Bachler Nr. 46 und Max Golser Nr. 47. Bachler gefiel zwar im ersten Durchgang, doch er konnte sich nicht steigern. Lichtenegger sprang gleichmäßig, aber zu kurz. Preiml bewies seine momentan nicht sehr gute Verfassung. Golser wiederum lag zwar in den Weiten vor Bachler, aber in der Haltung konnte er nicht konkurrieren.
Die wichtigsten weiteren Platzierungen bzw. Beste ihrer Länder:

### Großschanze
| Platz | Sportler            | Weiten [m]   | Punkte |
| ----- | ------------------- | ------------ | ------ |
| 1     | Bjørn Wirkola       | 84,5 / 78,50 | 215,3  |
| 2     | Takashi Fujisawa    | 80,0 / 80,00 | 207,6  |
| 3     | Kjell Sjöberg       | 77,5 / 80,00 | 204,6  |
| 4     | Jiří Raška          | 82,0 / 77,50 | 203,9  |
| 5     | Christoffer Selbekk | 80.0 / 80.00 | 202,1  |
| 6     | Koba Zakadse        | 80.5 / 78.50 | 199,7  |
| 7     | Niilo Halonen       | 80,0 / 76,50 | 197,2  |
| 8     | Wolfgang Happle     | 82,0 / 78,50 | 194,2  |
| 9     | Veit Kührt          | 77,0 / 77,00 | 191,1  |
| 10    | Toralf Engan        | 77,0 / 77,00 | 199,7  |
| …     | …                   | …            | …      |
| 12    | Reinhold Bachler    | 79,5 / 77,50 | 189,4  |
| 16    | John Balfranz       | 78,0 / 73,50 | 185,2  |
| 17    | Franz Keller        | 79,5 / 75,50 | 184,6  |
| 18    | Dieter Neuendorf    | 75,0 / 81,00 | 183,0  |
| 19    | Max Golser          | 79,0 / 76,50 | 182,3  |
| 23    | Peter Lesser        | 85,0 / 82,5* | 179,1  |
| 24    | Willy Schuster      | 75,5 / 76,50 | 178,9  |
| 27    | Josef Zehnder       | 73,0 / 75,50 | 175,5  |
| 33    | Henrik Ohlmeyer     | 74,5 / 72,00 | 168,7  |
| 37    | Sepp Lichtenegger   | 78,5 / 69,00 | 166,1  |
| 44    | Horst Queck         | 77,5 / 77,0* | 150,9  |
| 45    | Wolfgang Schüller   | 73,5 / 65,50 | 147,7  |
| 46    | Richard Pfiffner    | 71,0 / 68,50 | 147,4  |

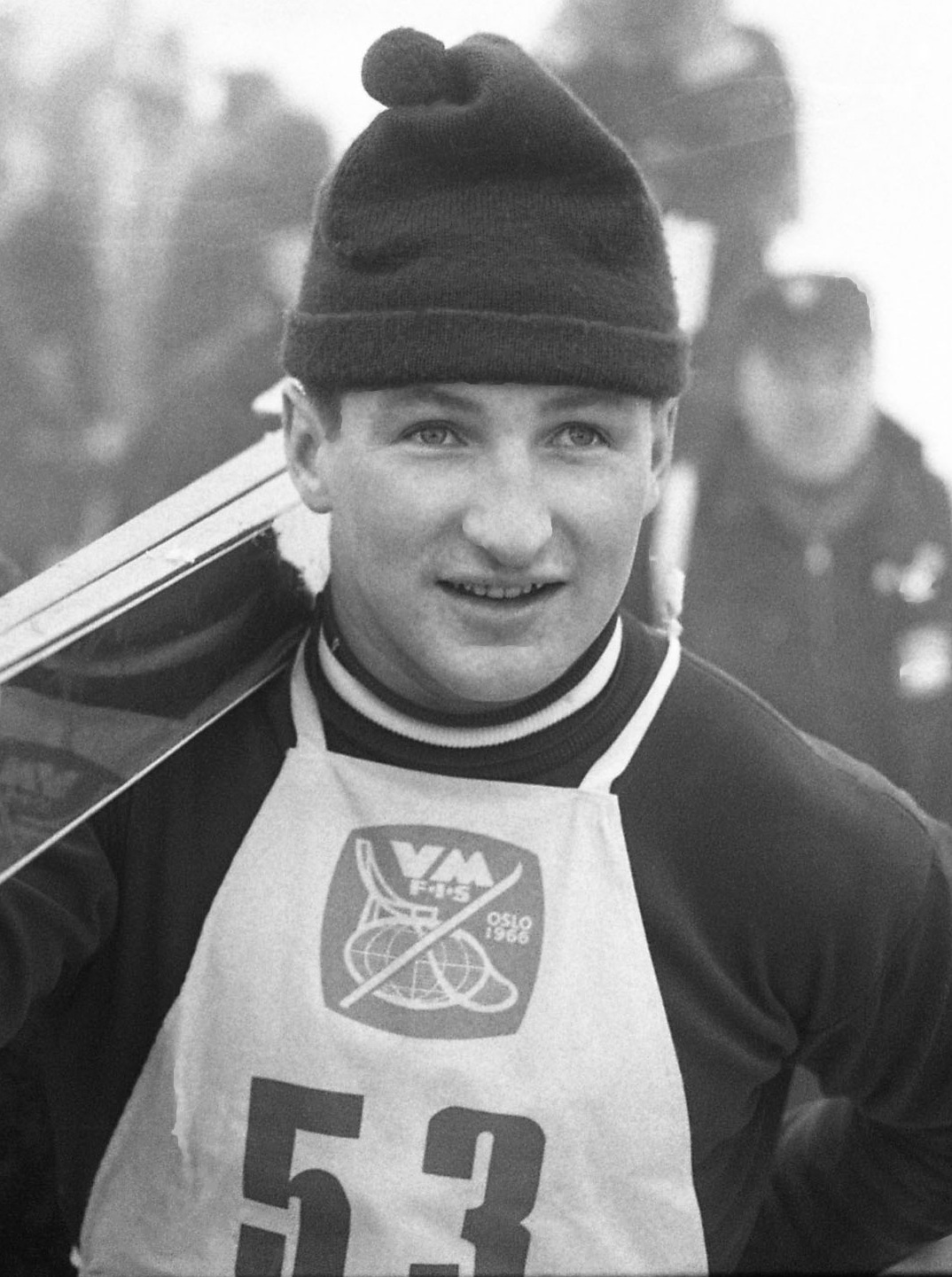
Bjørn Wirkola – Titelträger auf beiden Schanzen

Weltmeister 1962:  Helmut Recknagel (Karriere zum Zeitpunkt dieser WM beendet)
Olympiasieger 1964:  Toralf Engan
Datum: 27. Februar 1966
Beginn um 13.15 h. – Die Konkurrenz mit 61 Teilnehmern wurde bei widrigen Bedingungen mit starkem Nebel ausgetragen und dauerte bis 16:20 Uhr. Die Zuschauerzahl betrug 70.000. Der Schanzenrekord von 89 m (Lars Grini) wurde nicht erreicht, und natürlich auch nicht die Weite, die Torgeir Brandtzæg in einem Training vor einem Jahr mit 97 m erzielt hatte. Die im Vergleich zu anderen Sprunglaufwettbewerben niedrigen Notenzahlen ergaben sich aus der schlechten Sicht, denn damit wurden keine großen Weiten gesprungen. Am Holmenkollen lag der „kritische Punkt“ bei 80 m, somit gab es für 88 m erst einmal 60 Weitenpunkte. All diese Umstände brachten es mit sich, dass die Konkurrenz sportlich nicht befriedigen konnte.
Der Norweger Björn Wirkola, der bereits den Wettbewerb von der Normalschanze für sich entschieden hatte, stellte seinen Sieg praktisch schon im ersten Durchgang so gut wie sicher, als er die Tageshöchsnote 113,1 erhalten hatte. Vorerst hatten sich der Tschechoslowake Jiří Raška (106,6 Punkte) und Weltrekordhalter Peter Lesser (DDR – 105,8 Punkte) an die Spitze gesetzt. Der Silbermedaillengewinner von der Normalschanze Dieter Neuendorf (DDR) schied mit einem schlechten Sprung für einen guten Platz aus. Das Sprungrichterkollegium bewertete nicht nur hier mit Noten von 11 bis 15,5 krass differierend. Bevor Wirkola kam, lagen der Japaner Takashi Fujisawa (103,8), Koba Zakadse (URS – 102,0), Niilo Halonen (FIN – 101,3) und Wolfgang Happle (FRG – 101,1) auf den führenden Rängen.
Die echte Sensation des Tages war der Tokioter Angestellte Fujisawa, der optimal sprang und die erste Sprunglaufmedaille in der Geschichte des Skisports für Japan erkämpfte. Er sprang beide Male 80 m und erhielt auch kurioserweise jeweils 103,8 Punkte. Jedoch lagen die Punkterichter in ihren Wertungen auch hier deutlich auseinander.
Der österreichische Meister Sepp Lichtenegger fand sich nicht zurecht. Er kämpfte zwar, hielt im ersten Durchgang mit 78,5 m noch gut mit, fiel aber dann ab. Baldur Preiml war wegen einer Verletzung ausgefallen.
Nach dem ersten Durchgang klarte es vorerst bei plus 1 Grad auf, die ersten sechs Springer im zweiten Durchgang kamen prächtig weg, doch dann begann es plötzlich zu schneien und binnen weniger Minuten waren Anlaufspur und Aufsprung dick mit Neuschnee bedeckt. Mehrere Athleten kamen zu Sturz, der Wettbewerb wurde nach 33 Springern unterbrochen. Die Fortsetzung wurde abgeblasen, da die nach Räumung der Aufsprungbahn abgelassenen vier Vorspringer auf dem stumpfen Schnee kopfüber stürzten. So gab es den Beschluss, dass die bisherigen Sprünge allesamt annulliert wurden und die Konkurrenten nochmals antreten mussten. Zwar hatte mittlerweile der Schneefall aufgehört, doch die Sicht war durch den sich wieder einstellenden Nebel noch schlechter geworden als im ersten Durchgang. So war es kein Wunder, dass es viele unsichere Landungen und Stürze gab. Lesser verzeichnete einen Absitzer. Wirkola genügte ein Sicherheitssprung. Der nach ihm startende Sjöberg, der für seine 77,5 m 99,8 Punkte erhalten hatte, konnte sich dank der 80 m und Noten von dreimal 19,0 und zweimal 18,0 (Summe 104,8 Punkte) noch auf Bronze steigern.
Bei diesen Weltmeisterschaften zeigte sich Bjørn Wirkola in einer ganz hervorragenden Form. Er war der erste Skispringer, der auf beiden Schanzen Gold gewinnen konnte. Allerdings wurde erst seit den Weltmeisterschaften 1962 auf zwei Schanzen gesprungen.

## Resultate Nordische Kombination Männer

### Einzel (Normalschanze/15 km)

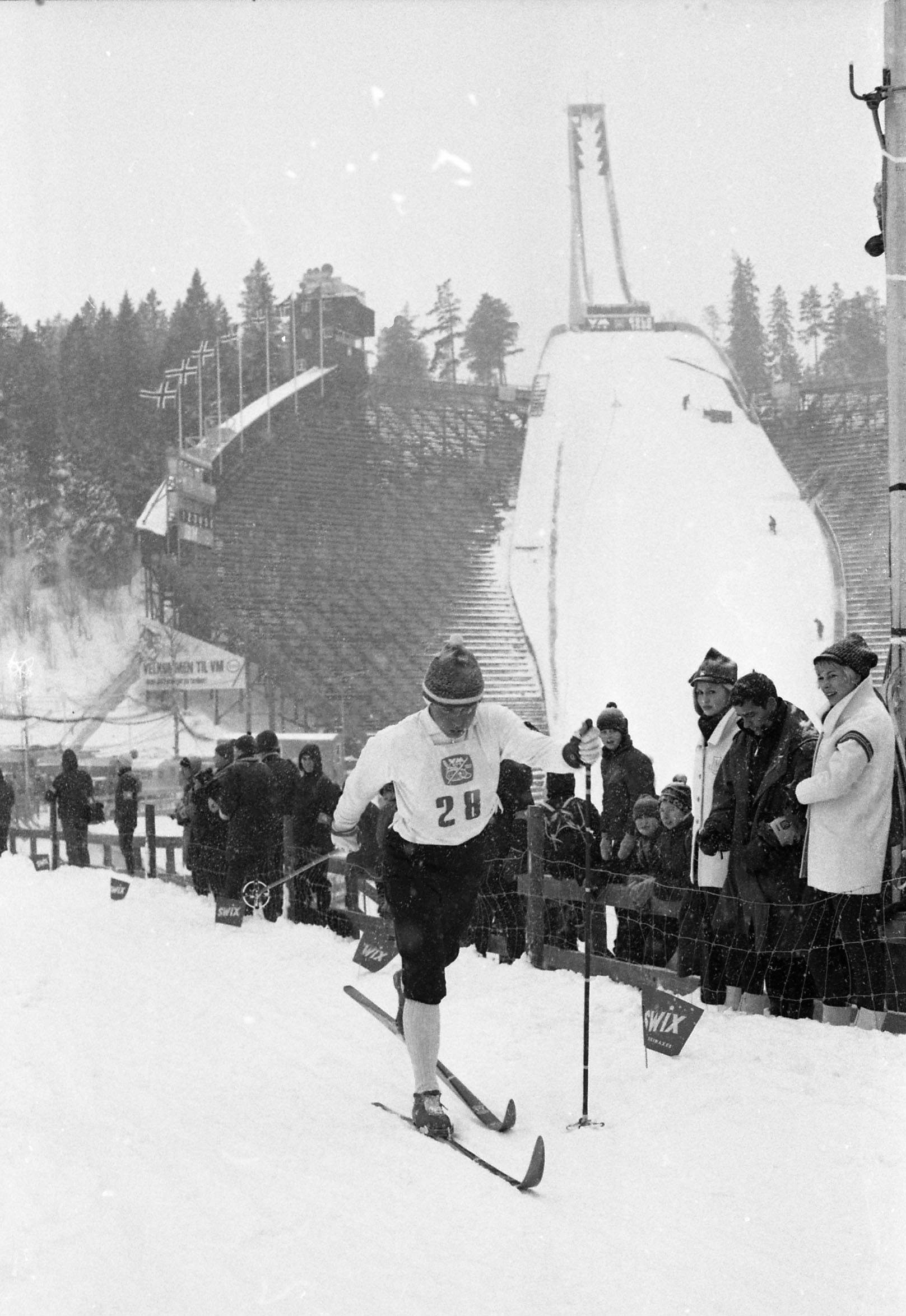
Nach seinem Olympiasieg 1960 und Olympiabronze 1964 wurde Georg Thoma Kombinationsweltmeister

| Platz | Sportler              | Punkte |
| ----- | --------------------- | ------ |
| 1     | Georg Thoma           | 444,66 |
| 2     | Franz Keller          | 443,04 |
| 3     | Alois Kälin           | 440,73 |
| 4     | Ralph Pöhland         | 439,42 |
| 5     | Boris Tscheremuhin    | 434,04 |
| 6     | Juri Simenow          | 430,16 |
| 7     | Mikkel Dobloug        | 428,19 |
| 8     | Roland Weißpflog      | 427,30 |
| 9     | Markus Svendsen       | 427,11 |
| 10    | Evgeni Loginov        | 426,61 |
| …     | …                     | …      |
| 13    | Rainer Dietel         | 424,15 |
| 28    | Waldemar Heigenhauser | 379,41 |
| DNF   | Franz Scherübl        |        |

Weltmeister 1962:  Arne Larsen (NOR)
Olympiasieger 1964:  Tormod Knutsen (Karriere zum Zeitpunkt dieser WM beendet)
Datum:

Springen: 20. Februar 1966, 13.30 Uhr
15-km-Langlauf: 21. Februar 1966, 14.30 Uhr
Mikkel Dobloug als Bester der in der Nordischen Kombination über Jahrzehnte hinweg sieggewohnten Norweger musste sich mit Platz sieben begnügen. Bemerkenswert ist der Doppelsieg der bundesdeutschen Sportler Georg Thoma, Olympiasieger 1960, und Franz Keller, zwei Jahre später ebenfalls Olympiasieger.
Der Sieg im Kombinationsspringen ging an Keller mit 251,0 P (76,0 m/77,0 m) vor Thoma 229,8 P (74,5 m/71,5 m). Dahinter platzierten sich Tscheremuhin (URS – 227,0 P und 71,5 m/74,0 m), Taniguchi (JPN – 225,8 P u. 71,0 m/71,0 m), Logonow (URS – 225,2 P u. 75,0 m/71,0 m), Winterlich (DDR – 224,3 P u. 74,0 m/72,5 m). Weitere Ränge: 10 für Pöhland (DDR – 215,2 P u. 71,0 m/73,5 m), 16 für Weißpflog (DDR – 208,6 P u. 68,0 m/69,0 m), 27 für Heigenhauser (AUT – 193,3 P u. 61,0 m/71,5 m), 39 Scherübl (AUT – 158,7 P u. 58,5 m/59,0 m).
Den Sieg im 15-km-Skilanglauf holte sich Kälin in 52:12,9 min vor Svendsen (NOR in 54.25,5 min), Pöhland (55:14,8 min), Lengg (FRG – 55:33,3 min), Klinga (FIN – 55:33,5 min), Simenow (URS – 55:38,6 min), Weißpflog (GDR) in 55:43,6 min, Dietl (GDR) in 55:52,2 min; Larsen (NOR) in 55:59,8 min. Rang 11 belegte Thoma in 56:03,9 min. Keller kam in 58:08,9 min auf Rang 27. Heigenhauser wurde 31. in 58:42,8 min.
Im Sprunglauf wurden von drei Durchgängen die zwei besten gewertet. Franz Keller hatte sich mit 76 m schon nach dem ersten Durchgang an die Spitze gesetzt, er kam zwar im zweiten Durchgang bei 77 m zu Sturz. Doch dann segelte er in Durchgang drei nochmals auf 77 m und stand sicher. Thoma stand zwar den ersten Sprung nicht, im zweiten Versuch kam er mit 74,5 m auf die größte Weite und erhielt gute Stilnoten – er schaffte sich am Ende des Springens mit Rang zwei hinter seinem Teamkameraden Keller eine günstige Ausgangsposition. Der starke Langläufer Alois Kälin aus der Schweiz hatte bei störendem Seitenwind nicht zur erwarteten Sprungform gefunden. Er platzierte sich mit 67 und 64 m sowie 175,2 Punkten nur auf Rang 34.
Zum Langlauf traten vierzig Athleten an. Es waren in der Nacht an die zwanzig Zentimeter Schnee gefallen, auch während des Renntages schneite es und der heftige Wind trieb Schnee in die Spur. Die ersten Startnummern (Pöhland mit 2, Larsen mit 3) waren im Nachteil. Kälin hatte eine mäßige Sprungleistung geboten, er Seine Aufholjagd war sensationell. Der Rückstand von am Ende ca. vier Punkten auf die Goldmedaille entsprach nur rund achtzehn Langlauf-Sekunden. Schon während des Rennens herrschte vor allem im westdeutschen Lager große Aufregung, denn Thoma hatte nach den 10-km-Zwischenzeiten auf den führenden Kälin fast drei Minuten und Keller 4:10 min eingebüßt. Sowohl Kälins Betreuer als auch die Helfer der bundesdeutschen Läufer hatten auf der gesamten Strecke ihre Leute verteilt, sodass beste Orientierung über den Wettkampfstand gegeben war. Keller hatte sich an Pöhland angehängt. Die Spannung war enorm, weil erst eine komplizierte Berechnung der Punkte (Mittel der drei besten Laufzeiten und Ausrechnung von Überpunkten) den Endstand ergaben. Privatberechnungen ergaben bald, dass Thoma den Sieg errungen habe, während die weiteren Platzierungen offenblieben. Erst 25 Minuten nach Wettkampfende bestätigte der Lautsprecher die mittlerweile überschlagsmäßige Rangierung mit Thoma vor Keller und Kälin.
Dietel (DDR) holte als Dreizehnter 424,15 P (217,05 und 207,10). Winterlich (DDR) kam auf Rang vierzehn mit 422,83 P (198,53/224,30), Edi Lengg (FRG) auf Rang 23 mit 396,38 P (220,68/175,70) und Möwald (FRG) auf Rang 30 mit 376,91 P.
Als einziger Österreicher in der Wertung belegte Waldemar Heigenhauser mit der Note 379,41 Rang 28 (Springen: 61/71,5/64 m – Langlauf: Rang 31). Willy Köstinger wurde nicht klassiert. Er war im ersten Durchgang zu Sturz gekommen und musste wegen Verletzung aufgeben. Franz Scherübl hatte im ersten Durchgang bei 64 m gerodelt, die anderen Weiten waren 58,5 und 59 m, er wurde mit 158,7 P im Springen auf Rang 39 klassiert und gab im Langlauf das Rennen auf.

## Videolinks
- Gjermund Eggen går i mål, VM på ski i Oslo 1966, Gjermund Eggen, Skilanglauf, youtube.com, abgerufen am 24. Oktober 2023
- Ski-VM 1966 Oslo - 4 x 10 km stafett herrer, 4x10-km-Staffel Männer, youtube.com, abgerufen am 24. Oktober 2023
- Ski-VM 1966 Oslo - Hopp normalbakke, Skispringen Normalschanze, youtube.com, abgerufen am 24. Oktober 2023